# مدار ۲۸ درجه جنوبی

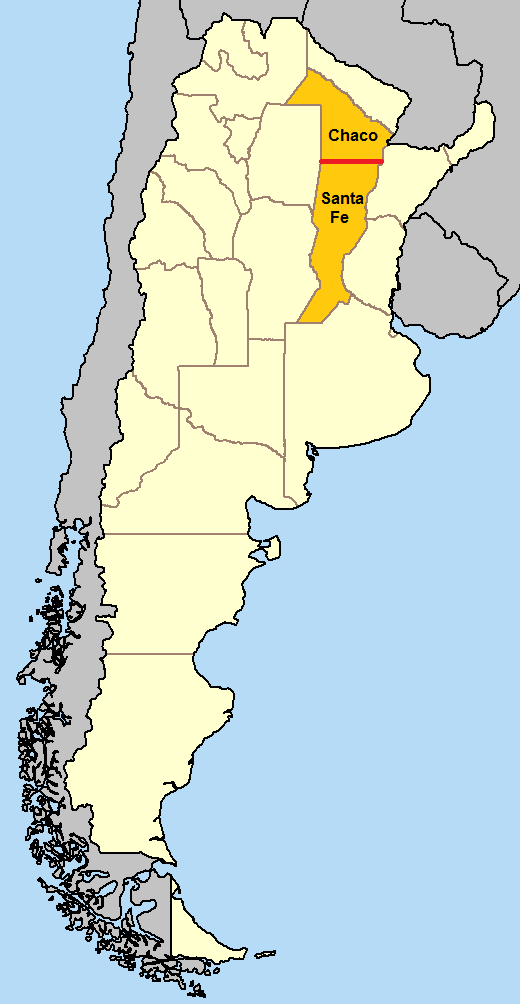
محل عبور مدار ۲۸ درجه جنوبی (خط قرمز) که مرز میان دو استان آرژانتین را تعیین می‌کند روی نقشه

مدار ۲۸ درجه جنوبی، دایره‌ای از عرض جغرافیایی است که در ۲۸ درجهٔ جنوبی خط استوا  قرار دارد.

## گذر از مناطق
از نصف‌النهار مبدأ شروع می‌شود و به سمت مشرق ۲۸ درجه جنوبی از موارد زیر گذر می‌کند:
| مختصات‌ها                                             | کشور، قلمرو یا دریا | توضیحات |
| ---------------------------------------------------- | ------------------- | --- |
| ۲۸°۰′ جنوبی ۰°۰′ شرقی / ۲۸٫۰۰۰°جنوبی ۰٫۰۰۰°شرقی      | اقیانوس اطلس        | |
| ۲۸°۰′ جنوبی ۱۵°۴۲′ شرقی / ۲۸٫۰۰۰°جنوبی ۱۵٫۷۰۰°شرقی   | نامیبیا             | |
| ۲۸°۰′ جنوبی ۲۰°۰′ شرقی / ۲۸٫۰۰۰°جنوبی ۲۰٫۰۰۰°شرقی    | آفریقای جنوبی       | کیپ شمالی North West - حدود 15&nbsp;km Northern Cape - حدود 25&nbsp;km North West - حدود 21&nbsp;km Free State کوازولو-ناتال |
| ۲۸°۰′ جنوبی ۳۲°۳۵′ شرقی / ۲۸٫۰۰۰°جنوبی ۳۲٫۵۸۳°شرقی   | اقیانوس هند         | |
| ۲۸°۰′ جنوبی ۱۱۴°۸′ شرقی / ۲۸٫۰۰۰°جنوبی ۱۱۴٫۱۳۳°شرقی  | استرالیا            | استرالیای غربی استرالیای جنوبی کوئینزلند                                                                                     |
| ۲۸°۰′ جنوبی ۱۵۳°۲۶′ شرقی / ۲۸٫۰۰۰°جنوبی ۱۵۳٫۴۳۳°شرقی | اقیانوس آرام        | گذرکردن از جنوب Marotiri, پلی‌نزی فرانسه                                                                                      |
| ۲۸°۰′ جنوبی ۷۱°۹′ غربی / ۲۸٫۰۰۰°جنوبی ۷۱٫۱۵۰°غربی    | شیلی                | |
| ۲۸°۰′ جنوبی ۶۹°۱۵′ غربی / ۲۸٫۰۰۰°جنوبی ۶۹٫۲۵۰°غربی   | آرژانتین            | The parallel defines the border between ایالت چاکو و ایالت سانتا فه                                                          |
| ۲۸°۰′ جنوبی ۵۵°۲۳′ غربی / ۲۸٫۰۰۰°جنوبی ۵۵٫۳۸۳°غربی   | برزیل               | ریو گرانده دو سول سانتا کاتارینا                                                                                             |
| ۲۸°۰′ جنوبی ۴۸°۳۸′ غربی / ۲۸٫۰۰۰°جنوبی ۴۸٫۶۳۳°غربی   | اقیانوس اطلس        | |